# Karla Bonoff
Karla Bonoff (Santa Monica, 27 december 1951) is een Amerikaanse singer-songwriter.

## Carrière

### Als songwriter
Karla Bonoff schreef onder andere Home voor Bonnie Raitt, Tell Me Why voor  Wynonna Judd en Isn't It Always Love voor Lynn Anderson en voor Karen Alexander. Ook Linda Ronstadt nam meerdere songs van haar op, waaronder Someone to Lay Down Beside Me, Trouble Again, All My Life en Falling Star. Qua stijl kan Bonoff worden ingedeeld bij de Westcoast-muziek / folkrock. Haar favoriete instrumenten zijn de piano en de akoestische gitaar.

### Als zangeres
Voordat Bonoff in 1977 haar eerste eigen album Karla Bonoff opnam, had ze al naam gemaakt als songwriter en achtergrond-zangeres voor Linda Ronstadt. Met haar album bereikte ze een positie in de top 100 in de Amerikaanse hitlijst, net als met de single I Can't Hold On van dit album. Haar beide volgende albums Restless Nightse (1979) en Wild Heart of the Young (1982) bereikten een plaats in de top 50. Met de single Personally stond ze in 1982 kortstondig in de Billboard Hot 100 (#19). Nadat  het album New World (1988) minder succesvolle bleek, laste ze een studiopauze in en concentreerde ze zich meer op het schrijven van songs. In september 2007 verscheen met een livealbum voor de eerste keer weer een nieuwe eigen productie.
Bonoff was wisselend lid van de band Bryndle naast Wendy Waldman, Kenny Edwards en Andrew Gold (tot 1996). Deze muzikanten werkten met onder andere Ronstadt samen en waren betrokken bij Bonoff's eerste albums. Na een eerste samenwerking tijdens de jaren 1970 was deze band hoofdzakelijk actief midden jaren 1990.

## Discografie

### Singles
- 1978:	I Can't Hold On
- 1979: When You Walk in the Room
- 1980:	Baby Don't Go
- 1982:	Personally
- 1982: Please Be the One
- 1984: Somebody's Eyes

### Studioalbums
- 1977:	Karla Bonoff
- 1979:	Restless Nights
- 1982:	Wild Heart of the Young
- 1988: New World
- 1995: Bryndle (mit Bryndle)
- 1999: All My Life: The Best of
- 2002: House of Silence (mit Bryndle)
- 2007: Live

- CiNii: DA16653014
- Gemeinsame Normdatei: 1075614805
- International Standard Name Identifier: 0000 0000 8264 968X
- Library of Congress Control Number: n91109538
- MusicBrainz: 8b76d64a-923b-4c0f-b04f-f0f9f6a2c6c2
- Nederlandse Thesaurus van Auteursnamen: 070706921
- Virtual International Authority File: 73040221
- WorldCat: E39PBJh8PPrqDq8FxvcYtX9v73